# 翟超 (手球运动员)

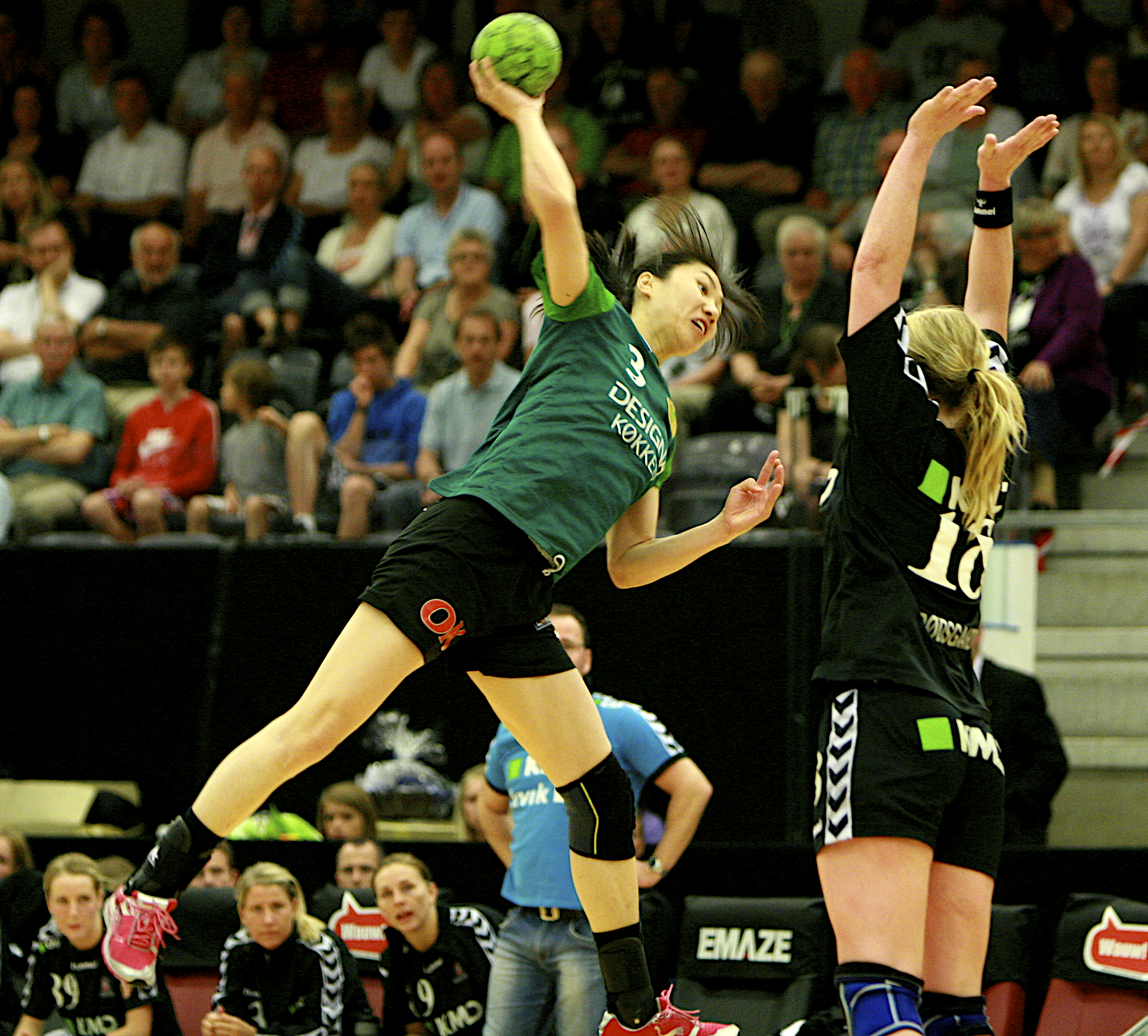
翟超

翟超（1971年12月14日—），女，北京人，中国手球运动员，曾参加1996年夏季奥运会和2004年夏季奥运会女子手球比赛，以及1999年，2001年和2003年世界锦标赛。2002年，她被选为IHF世界年度最佳女子手球运动员。